# Rimaye
Une rimaye (du savoyard, prononcé « rimaille » /ʀimaj/ ou « rimè » /ʀimε/) est une crevasse dans un glacier située à la frontière supérieure entre la glace en mouvement et l'environnement immobile (en général rocher, glace attachée au rocher, ou neige dure).
Elle est due à l'avancée du glacier qui, du fait de la gravité, s'éloigne de sa base immobile. On peut également observer ce phénomène sur des pentes neigeuses en fin de saison.
En anglais et en allemand, la notion de rimaye est distincte selon que le glacier est en contact en amont avec de la glace (Bergschrund) ou du rocher (Randkluft).[source secondaire souhaitée]

Une rimaye.

En alpinisme, la rimaye est souvent un passage-clé de la voie : si elle n'est pas recouverte de neige, elle peut être très difficile à passer. Sa largeur et sa profondeur varient en fonction de la géométrie de la pente et de l'enneigement saisonnier.

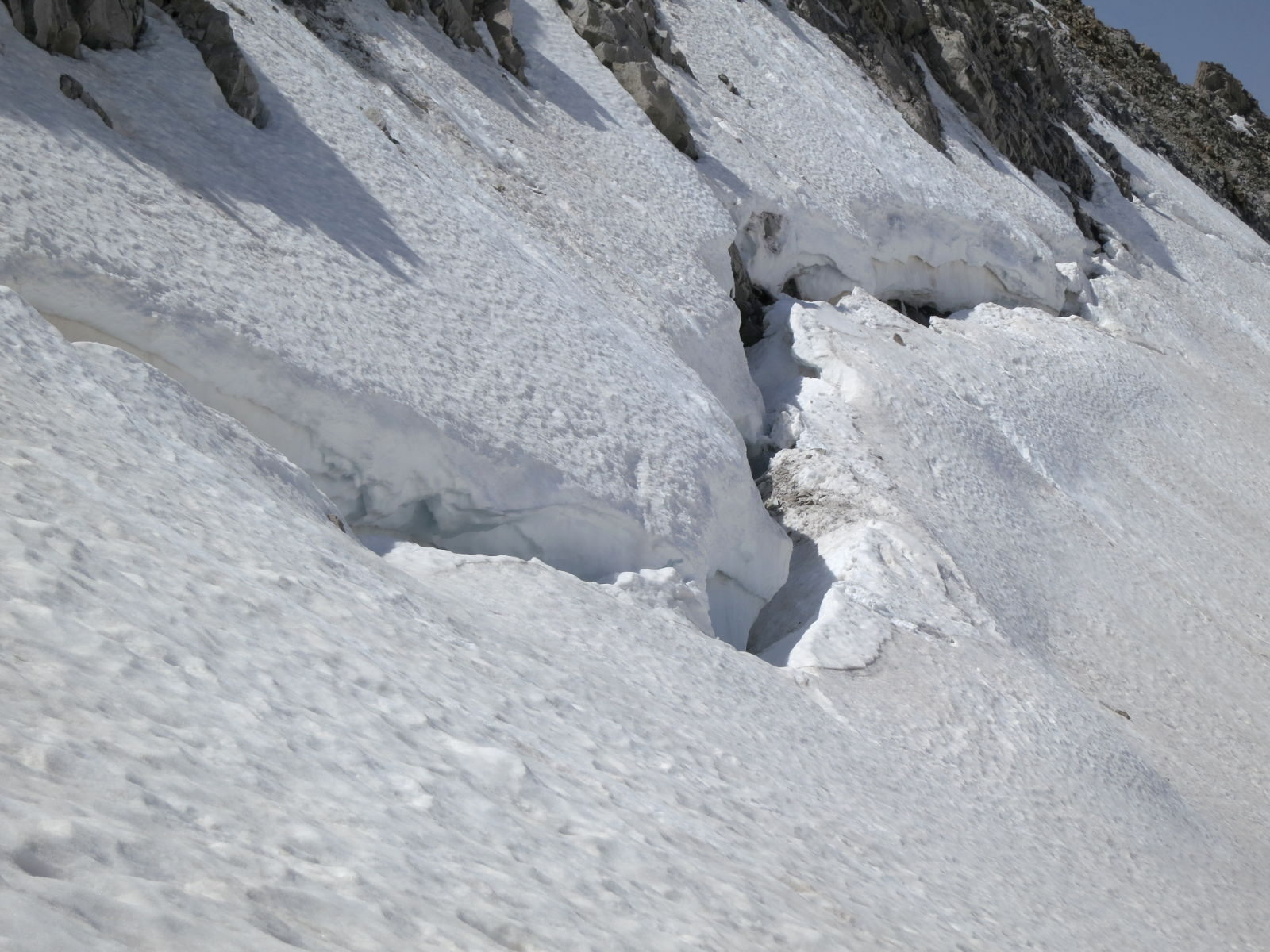
Vue de la rimaye du glacier de la Selle, sous la tête Sud du Replat (massif des Écrins)

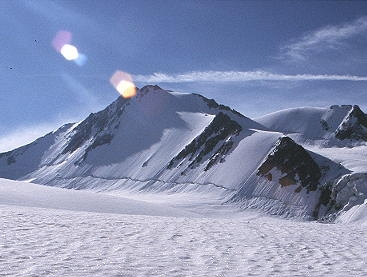
La rimaye du Hintere Schwärze, dans le Tyrol, est la ligne horizontale qui court le long de la rupture de pente.